# Чувелев, Иван Павлович
Иван Павлович Чувелев (1897 — 31 декабря 1942) — советский актёр. Заслуженный артист РСФСР (1935).

## Биография
Родился в 1897 году в Москве, в Трёхпрудном переулке, дом 4. Отец — Чувелев Павел Николаевич, мать — Чувелева Анастасия Федоровна. Учился в начальной школе, затем поступил в 1909 и до 1919 годах учился рисованию и резьбе по дереву в Строгановском училище.
С 1921 года работал в студии А. П. Зонова актёром и бутафором-декоратором, затем в театральной мастерской Н. М. Фореггера, в Камерном театре, в театре «Синяя блуза» и Театре В. Э. Мейерхольда. Занимался в студии Инны Чернецкой.
Вступил в брак с Радзишевской Ириной (Ирэной) Станиславовной 18.01.1929 года, которая затем взяла его фамилию. В этом браке родился сын, Чувелев Андрей, 25.08.1932 года.
Умер 31 декабря 1942 года в городе Душанбе, в эвакуации. Похоронен на Душанбинском кладбище.

## Фильмография
| Год  |   | Название                 | Роль                     |
| ---- | - | ------------------------ | ------------------------ |
| 1927 | ф | Земля в плену            | Имя персонажа не указано |
| 1927 | ф | Конец Санкт-Петербурга   | крестьянский парень      |
| 1928 | ф | Белый орёл               | шпик-провокатор          |
| 1928 | ф | Кривой рог               | Андрей                   |
| 1928 | ф | Мост через Выпь          | Семён Пырса              |
| 1928 | ф | Пять минут               | инвалид                  |
| 1928 | ф | Счастливый червонец      | Петруха                  |
| 1929 | ф | Сто двадцать тысяч в год | сосед                    |
| 1929 | ф | Счастливые кольца        | Петька                   |
| 1929 | ф | СЭП № 1                  | Никифоров                |
| 1930 | ф | Города и годы            | Андрей Старцев           |
| 1930 | ф | Спящая красавица         | Имя персонажа не указано |
| 1930 | ф | Суд должен продолжаться  | защитник                 |
| 1931 | ф | Две дороги               | Иозеф Покорный           |
| 1931 | ф | Томми                    | партизан Озорной         |
| 1931 | ф | Человек из тюрьмы        | Дмитрий                  |
| 1933 | ф | Горячая кровь            | красноармеец             |
| 1933 | ф | Гроза                    | Тихон Кабанов            |
| 1933 | ф | Дезертир                 | Имя персонажа не указано |
| 1933 | ф | Иудушка Головлёв         | крестьянин               |
| 1934 | ф | Золотые огни             | Лёша                     |
| 1935 | ф | Путь корабля             | Головня                  |
| 1935 | ф | Крестьяне                | Костя                    |
| 1936 | ф | Дети капитана Гранта     | Айртон                   |
| 1936 | ф | Я люблю                  | Остап                    |
| 1937 | ф | За Советскую Родину      | Арту                     |
| 1938 | ф | В людях                  | Ситанов                  |
| 1938 | ф | Волга, Волга             | председатель жюри        |
| 1938 | ф | Зангезур                 | Никита                   |
| 1938 | ф | Минин и Пожарский        | Васька                   |
| 1939 | ф | Шёл солдат с фронта      | солдат                   |
| 1940 | ф | Небеса                   | лётчик Лепкин            |

## Награды и звания
- Заслуженный артист РСФСР (1935)